# Œuf carré
Pour les articles homonymes, voir Œuf.

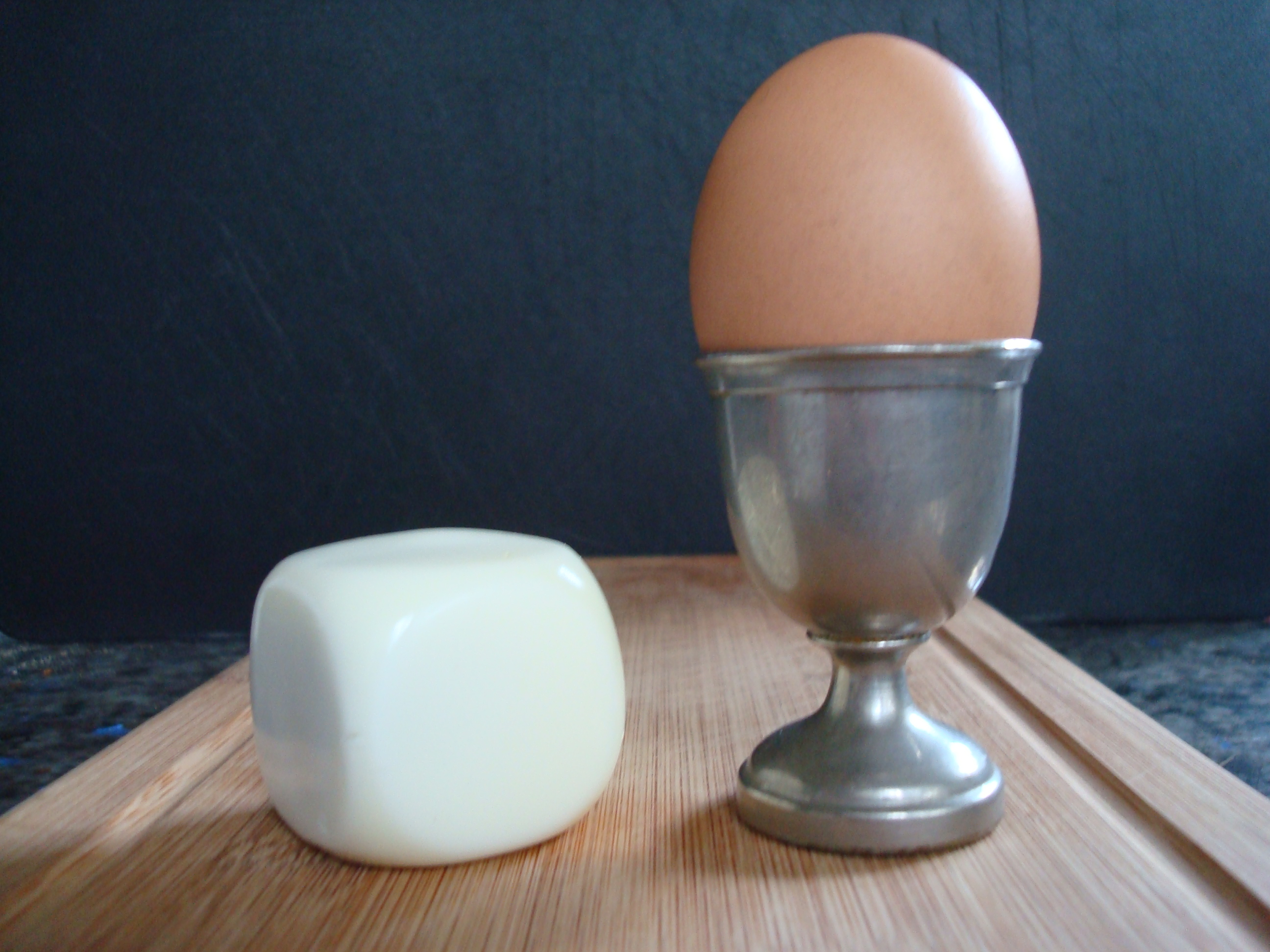
Œuf dur carré, à côté d'un œuf de même poids dans sa coquille

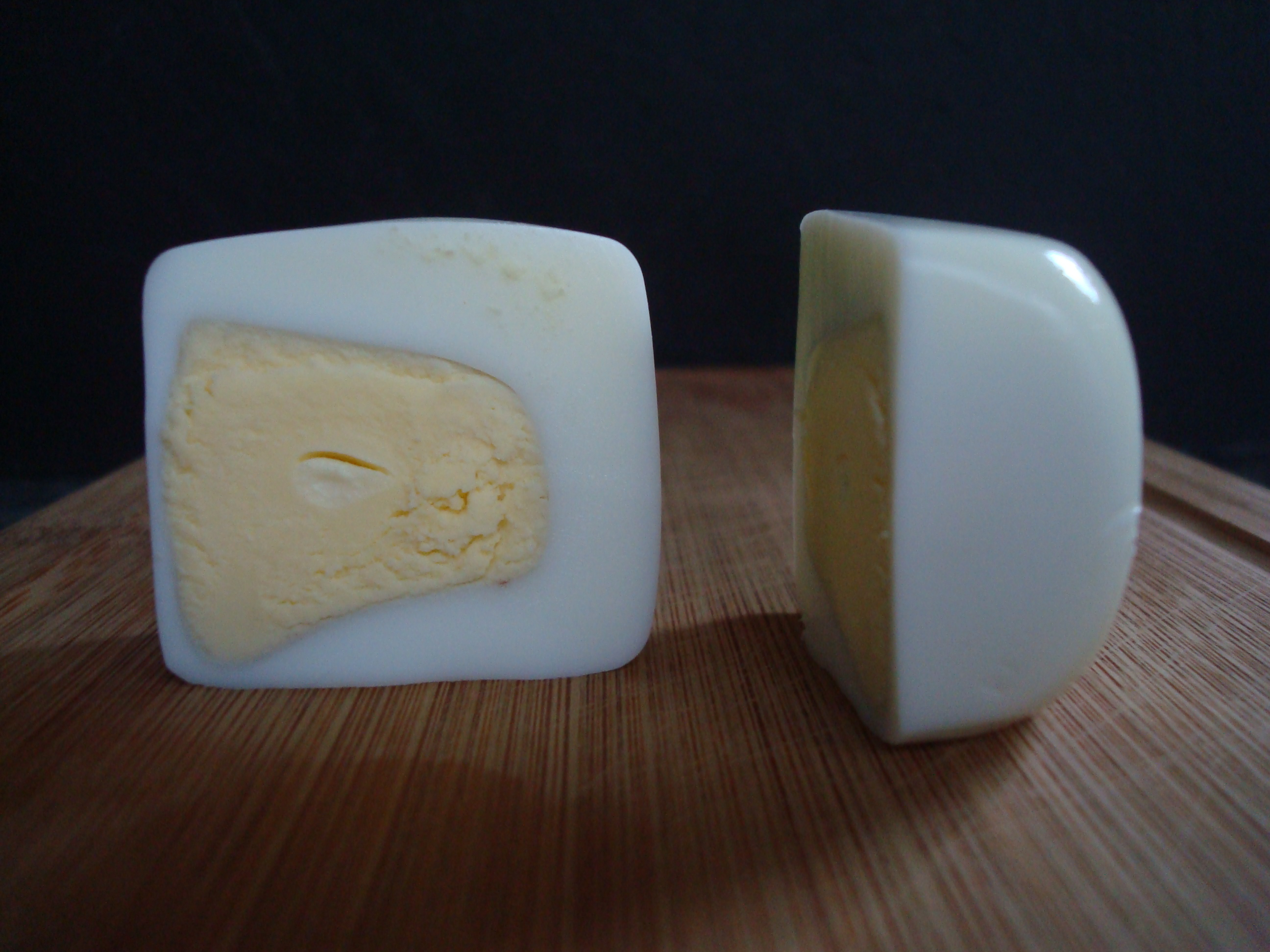
Œuf dur carré coupé en deux

Un œuf carré est un objet de curiosité imaginaire devenu un gadget. L'intérêt qu'il suscite est lié à l'aspect cubique insolite par rapport à l'œuf de poule ovoïde.

## Fabrication
En France, le magazine de bande dessinée Pif gadget a popularisé, notamment dans les années 1980, une boîte en plastique à assembler permettant de mettre en forme un œuf dur écalé encore chaud. Le cube en plastique ainsi assemblé contraint l'œuf et lui donne la forme d'un cube aux arêtes et sommets arrondis comme ceux d'un dé,. Plus tard dans les années 2000 une réédition utilisera une feuille de polypropylène pliée retenue en forme de cube par des élastiques.[réf. nécessaire] Le même principe de mise en forme de l'œuf dur dans un cube fermé par un couvercle à piston serré par une vis est utilisé pour les « moules à œuf carré » disponibles aujourd'hui dans le commerce.

## Dans la culture

### Littérature
Dans un récit de voyage parodique publié en 1921, The Cruise of the Kawa : Wanderings in the South Seas, Walter E. Traprock (pseudonyme de George Shepard Chappell (en)) illustre le nid avec les œufs cubiques, semblables à des dés, d'un oiseau imaginaire, le Fatu-liva, et le décrit en ces termes « ...a semi-spheric bowl of closely woven grass in which lay four snow-white, polka-dotted cubes, the marvelous square eggs of the fatu-liva ».
En 1929, dans le roman Les Thibault de Roger Martin du Gard, Monsieur Chasle, secrétaire de Monsieur Thibault et inventeur d'un talon enregistreur pour compter les pas et d'un mouilleur de timbres automatique, a pour ambition de réaliser l'œuf carré, qui « se range en boîtes, comme des pains de savon » et facilite les expéditions.

### Bande dessinée
Les œufs carrés et les poules qui les pondent ont été dessinés dans une histoire de Donald Duck, Perdus dans les Andes !, par Carl Barks en 1949. Cette histoire est considérée par Barks comme l'une des meilleures qu'il a produites,. En 1989, Don Rosa écrit une suite à cette histoire : Retour à Sétatroce.

### Folklore
Le Gillygaloo (en) est un fearsome critters (en), oiseau du folklore américain qui niche sur les collines. Il pond des œufs qui sont carrés (de sorte qu'ils ne roulent pas) et tachetés (ce qui leur donne les caractéristiques de dés s'ils sont durs).